# Starlink
Starlink е проект на система от околоземни спътници, разработен и осъществяван от компанията SpaceX, с цел създаване на евтин и високопроизводителен спътников интернет канал за връзка и на технически предаватели за приемане и предаване на сигнала от земята и орбитата. Организацията на SpaceX по разработване и изследване на спътниковите интернет комуникации е разположена в Редмонд (щата Вашингтон).
Разработката на проекта започва през 2015 г., тестовите прототипи „TINTIN“ са пуснати успешно на 22 февруари 2018 г. През 2017 г. SpaceX представя нормативните документи за пускането на общо почти 12 000 спътника на орбита около Земята към средата на 2020-те години. През май 2019 г. е пусната първата група от 60 спътника-прототипи. Първичното използване на спътниците започва през периода 2019 – 2020 г.
SpaceX планира също така да продава спътници, използващи същата система, за военни, изследователски и научни цели.
Към 22 април 2020 г. SpaceX обявява, че смята да осигури частна бета услуга в северните щати на САЩ и в Канада до август 2020 г., с публична бета версия след ноември 2020 г.
През юни 2021 г. SpaceX обявява, че след около 3 месеца ще може да осигури глобално покритие на планетата със своите 1800 спътника в орбита.

## Технология

### Спътници
Спътниците Starlink са снабдени с електростатични двигатели, работещи чрез ефекта на Хол, с използване на криптон. Собствените двигатели позволяват на спътниците да повдигат орбитата си, да маневрират в космоса и да слизат от орбитата в края на техния полезен срок на действие. Теглото на спътника е около 260 kg, формата е във вид на плосък панел. Спътниците Starlink използват данните от системата за следене на космическия боклук на Министерство на отбраната на САЩ за автономно изпълнение на маневри, с цел да се избягват стълкновения с космически отпадъци и други космически апарати. На всеки апарат са монтирани 1 слънчева батарея, 4 фазирани антенни решетки, датчици за ориентация по звездите.

### Потребителски терминали
Системата няма да включва пряко своите спътници към телефоните, за разлика от спътниковите системи за връзка Iridium, Globalstar, Thuraya и Inmarsat. Вместо това ще се свързва към потребителски терминали с размерите на кутия за пица, които ще имат фазирани антенни решетки и ще „следят“ спътниците. Терминалите могат да се поставят навсякъде, откъдето могат пряко да „виждат“ спътниците. Въпреки че наземният модул прилича по форма на сателитна чиния (вдлъбнато огледало), двете технологии нямат общо.

## Услуги
SpaceX възнамерява да осигури сателитна интернет връзка в райони на планетата с недостатъчно обслужване, както и да предостави услуги на конкурентни цени в по-урбанизирани райони. Компанията заяви, че положителният паричен поток от продажбата на сателитни интернет услуги ще бъде необходим за финансиране на плановете им за Марс.
В началото на 2015 г. двама космически предприемачи обявяват начинания за сателитен интернет през същата седмица. В допълнение към изпълнителния директор на SpaceX Илон Мъск, който обявява проекта, който по-късно ще бъде наречен Starlink, серийният предприемач Ричард Брансън обявява инвестиция в OneWeb, подобно съзвездие с приблизително 700 планирани спътника, които вече са получили лицензи за комуникационни честоти за техния радиоспектър.
След неуспехите на предишни космически начинания от сателит до потребители, консултантът от сателитната индустрия Роджър Ръш казва през 2015 г.: „Твърде малко вероятно е да направите успешен бизнес от това.“ Мъск публично признава тази бизнес реалност и посочва в средата на 2015 г., че докато се опитва да разработи тази технически сложна космическа комуникационна система, той иска да избегне прекомерното разширяване на компанията и заявява, че те се измерват в техния темп на развитие. Въпреки това вътрешни документи, изтекли през февруари 2017 г., показват, че SpaceX очаква повече от 30 милиарда щатски долара приходи до 2025 г. от своето спътниково съзвездие, докато приходите от нейния бизнес по изстрелване се очаква да достигнат 5 милиарда долара през същата година.
През февруари 2015 г. финансови анализатори поставят под въпрос операторите на установени геосинхронни орбитални комуникационни спътници относно това как възнамеряват да отговорят на конкурентната заплаха на комуникационните спътници SpaceX и OneWeb LEO. През октомври 2015 г. президентът на SpaceX Гуин Шотуел посочва, че докато развитието продължава, бизнес обосновката за дългосрочното внедряване на оперативна сателитна мрежа все още е в ранна фаза.